# 马拉夫雷塔兹
马拉夫雷塔兹（法語：Malafretaz），是法国东部安省的一个市镇。面积 9.19平方公里，人口674，人口密度73.34人／平方公里（1999年）。

## 人口
马拉夫雷塔兹人口变化图示
| 数据来源：INSEE |